# Anillo Periférico

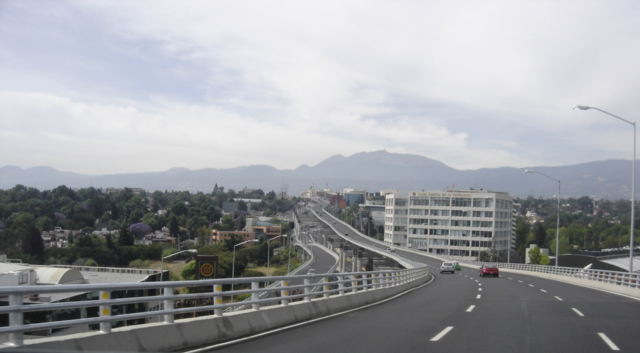
Partie surélevée de l'Anillo Periférico

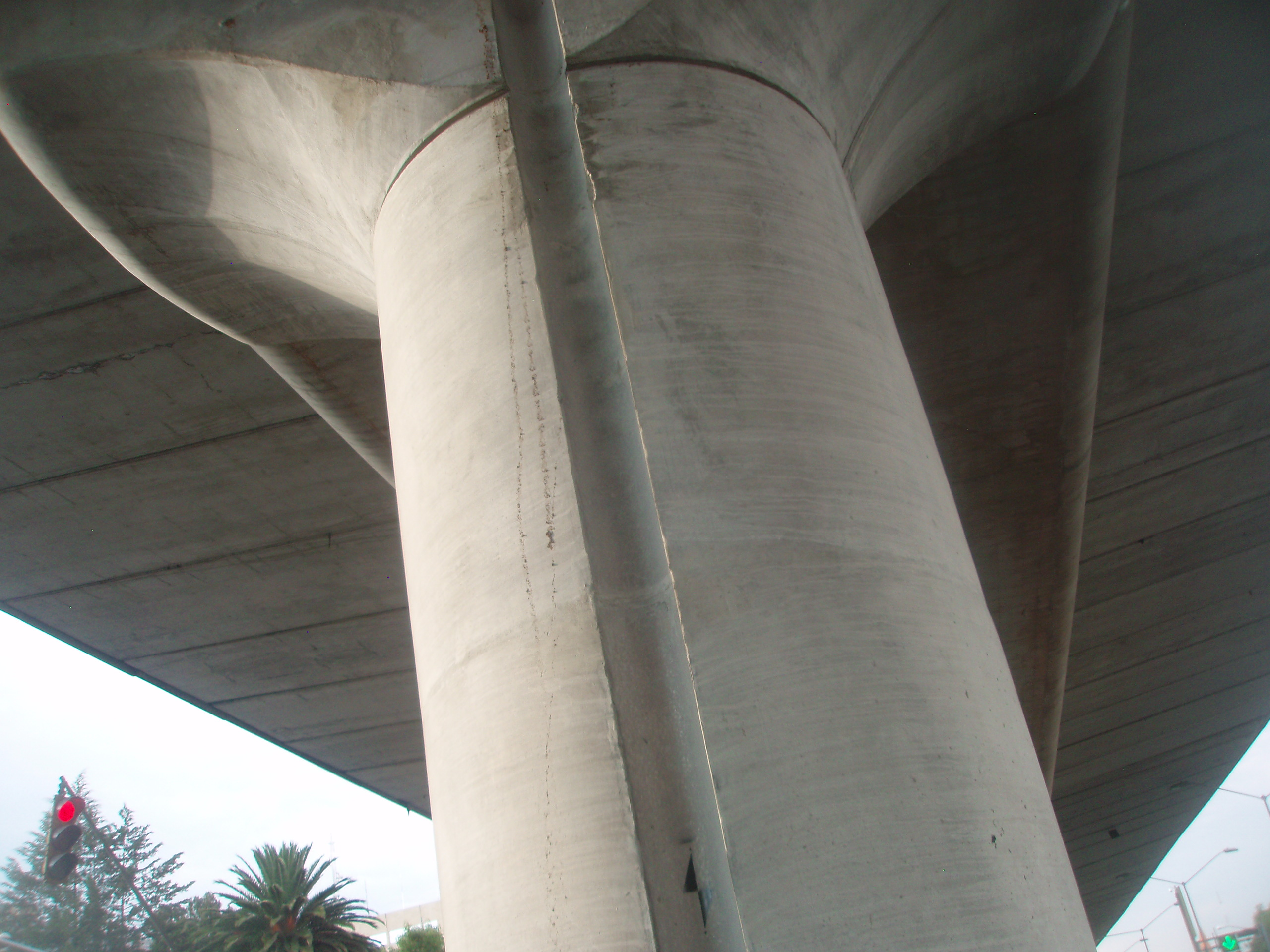
Structure du deuxième étage (distribuidor vial) du Periférico (au nord de Mexico, à la croisée avec l'avenue de l'Ejército Nacional)

L'Anillo Periférico (anneau périphérique en espagnol) est la ceinture périphérique extérieure de Mexico.

## Histoire
Le Periferico a été initialement conçu par l'architecte Carlos Contreras dès 1925, ainsi que d'autres routes principales telles que le Viaducto Miguel Alemán. Certaines parties du périphérique ont été construites pour suivre le lit d'une rivière. Le débit de la rivière a été modifié pour passer par un tunnel.
Le périphérique a attiré l'attention des médias lorsque le maire de Mexico de l'époque, Andrés Manuel López Obrador, a lancé un projet visant à transformer la section sud de l'anneau en une autoroute à deux étages. Le deuxième niveau a été achevé en 2006 dans le District fédéral et dans l'État de Mexico en 2009. De Cuautitlán au nord (État de Mexico) à Naucalpan à la frontière du District fédéral, le deuxième étage fonctionne comme le Viaducto Elevado Bicentenario (« Viaduc surélevé du bicentenaire »). De l'ancienne arène (Toreo) au nord du district fédéral à San Jerónimo au sud-ouest, le deuxième niveau se nomme « Autopista Urbana Norte » (« Autoroute urbaine du nord »). À San Jerónimo, le deuxième niveau croise directement une route à péage vers Santa Fe (Mexico), la Supervía Poniente. De San Jerónimo à l'intersection avec la Calzada de Tlalpan au sud de la ville, le deuxième niveau s'appelle l'Autopista Urbana Sur (« Autoroute urbaine du sud »).